# Rezerwat przyrody Gać Spalska
Rezerwat przyrody Gać Spalska – leśny rezerwat przyrody utworzony w 2006 roku na terenie gmin Lubochnia i Inowłódz, w powiecie tomaszowskim, w województwie łódzkim. Początkowo zajmował powierzchnię 81,65 ha. W roku 2010 zwiększono obszar rezerwatu do 85,89 ha.
Obejmuje fragment doliny rzeki Gać (lewy dopływ Pilicy) o długości blisko 8 km, między miejscowościami Jasień i Spała.
Celem ochrony w rezerwacie jest zachowanie ze względów naukowych, dydaktycznych i krajobrazowych naturalnie wykształconych zespołów roślinnych – głównie łęgu jesionowo-olszowego i olsu porzeczkowego, związanych ze śródleśną rzeką nizinną oraz stanowisk chronionych i rzadkich roślin i zwierząt.
Rezerwat zlokalizowany jest w otulinie Spalskiego Parku Krajobrazowego, który wchodzi w skład zespołu Nadpilicznych Parków Krajobrazowych.
Według obowiązującego planu ochrony ustanowionego w 2013 roku (zmienionego w 2015), obszar rezerwatu objęty jest ochroną ścisłą (10,50 ha) i czynną (75,39 ha).